# مهاجرت غیرقانونی

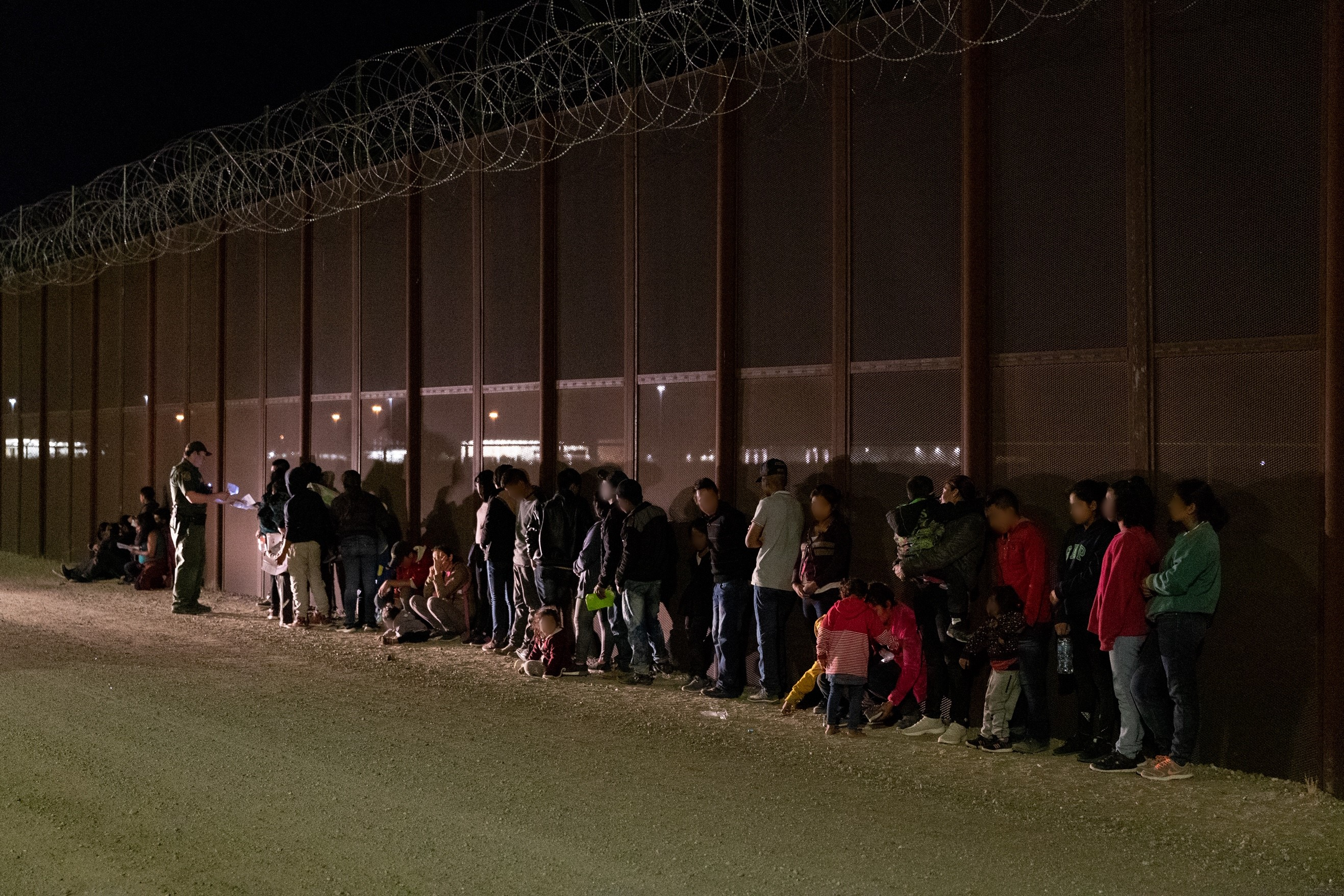
تصویری از مهاجرین غیرقانونی

مهاجرت غیرقانونی (انگلیسی: Illegal immigration) به ورود غیرقانونی یک فرد یا گروهی از افراد در مرز یک کشور اطلاق می‌گردد، به نحوی که نقض قوانین مهاجرت کشور مقصد، با قصد مهاجرت و اقامت در آن کشور باشد.